# Epidendrum cornanthera
Epidendrum cornanthera är en orkidéart som beskrevs av Friedrich Carl Lehmann och Friedrich Fritz Wilhelm Ludwig Kraenzlin. Epidendrum cornanthera ingår i släktet Epidendrum och familjen orkidéer. Inga underarter finns listade i Catalogue of Life.